# Lac Masketsi
Lac Masketsi är en sjö i Kanada.   Den ligger i regionen Mauricie och provinsen Québec, i den sydöstra delen av landet, 300 km nordost om huvudstaden Ottawa. Lac Masketsi ligger 228 meter över havet. Arean är 2,0 kvadratkilometer. Den sträcker sig 2,7 kilometer i nord-sydlig riktning, och 1,5 kilometer i öst-västlig riktning.
I omgivningarna runt Lac Masketsi växer i huvudsak blandskog. Trakten runt Lac Masketsi är nära nog obefolkad, med mindre än två invånare per kvadratkilometer.